# Oberau (Freiburg im Breisgau)
Die Oberau ist ein Stadtteil von Freiburg im Breisgau mit knapp 6.700 Einwohnern (Stand Ende 2022), der südlich des Schlossbergs und des Hirzbergs liegt. Im Osten grenzt er an den Stadtteil Waldsee, im Süden, getrennt durch die Schwarzwaldstraße, an die Oberwiehre und im Westen stößt er an die Altstadt. Der Stadtteil wird in seiner ganzen Ost-West-Ausdehnung von der Dreisam durchflossen. Mit einer Bevölkerungsdichte von 126,0 Einwohnern je Hektar besiedelter Fläche (55,3 ha) ist er nach dem Stadtteil Vauban (137,7) der Stadtteil Freiburgs mit der zweithöchsten Bevölkerungsdichte (Stand: 2017).

## Geschichte
Die Oberau war ein frühes Gewerbegebiet vor den Toren der Altstadt, begünstigt durch den von der Dreisam abgezweigten Gewerbekanal, von dem auf dem Gebiet der Oberau auch das Wasser für die Freiburger Bächle abgezweigt wird. Im Mittelalter gab es hier Mühlen und Granatschleifereien, von denen das Granatgässle zeugt, im 19. Jahrhundert waren hier die große Garnfabrik von Carl Mez mit für damalige Zeit großzügigen Arbeiterwohnungen sowie Fabriken für Feinpapiere und Kartonagen ansässig. Nach Aufgabe dieser Betriebe ab Mitte des 20. Jahrhunderts, unter anderem wegen der schlechten Verkehrsanbindung, wurden die Gebäude und Flächen vornehmlich für Wohnzwecke genutzt.
Nach dem Zweiten Weltkrieg wurden auf einem weitläufigen Areal im Zentrum des Stadtteils Wohnungen und ein Verwaltungsgebäude für die als Besatzung anwesenden französischen Streitkräfte errichtet, die nach deren Abzug heute zivilen Zwecken dienen. Die Nähe zur Innenstadt wie auch zur freien Natur mit den Wäldern des Schlossbergs und den Wiesen an der Dreisam machen den Stadtteil zu einem idealen Wohngebiet innerhalb der Stadt.

## Gebäude und Einrichtungen
Zu den vermutlich ältesten heute noch bestehenden Gebäuden der Oberau gehört das heutige Gasthaus zum Stahl, eine ehemalige Stallwirtschaft aus dem 18. Jahrhundert mit einem Biergarten, daneben das ehemalige Gesindehaus mit einem großen Gewölbekeller, der den ärmeren Bauern aus dem Dreisamtal als Hufschmiede und Parkplatz für ihre Fuhrwerke auf dem Weg zum Münstermarkt diente, heute Teil des Campingplatzes am Hirzberg. Die Anhöhe oberhalb ist der Hirzberg, der teils bewaldet ist und zum Teil offene Flächen hat, die als Weide für Schafe genutzt werden. Oben verläuft die Waldstraße zwischen dem Schlossberg und St. Ottilien. Ein meterhohes Holzkreuz in einer Metallgitterstruktur erinnert an den 85. Katholikentag, der 1978 unterhalb auf dem damaligen Messplatz abgehalten wurde. Das Kreuz von Franz Eggenschwieler wurde ein Jahr später dort aufgestellt. Am Ende der Fasnet findet immer das Scheibenschlagen auf dem Hirzberg statt.
Ebenfalls aus dem 18. Jahrhundert stammt das ehemalige Gasthaus „Zu den Heiligen Drei Königen“ von 1743, das heutige Dreikönigshaus in dem ein Essenstreff für bedürftige Menschen von einem Förderverein betrieben wird.

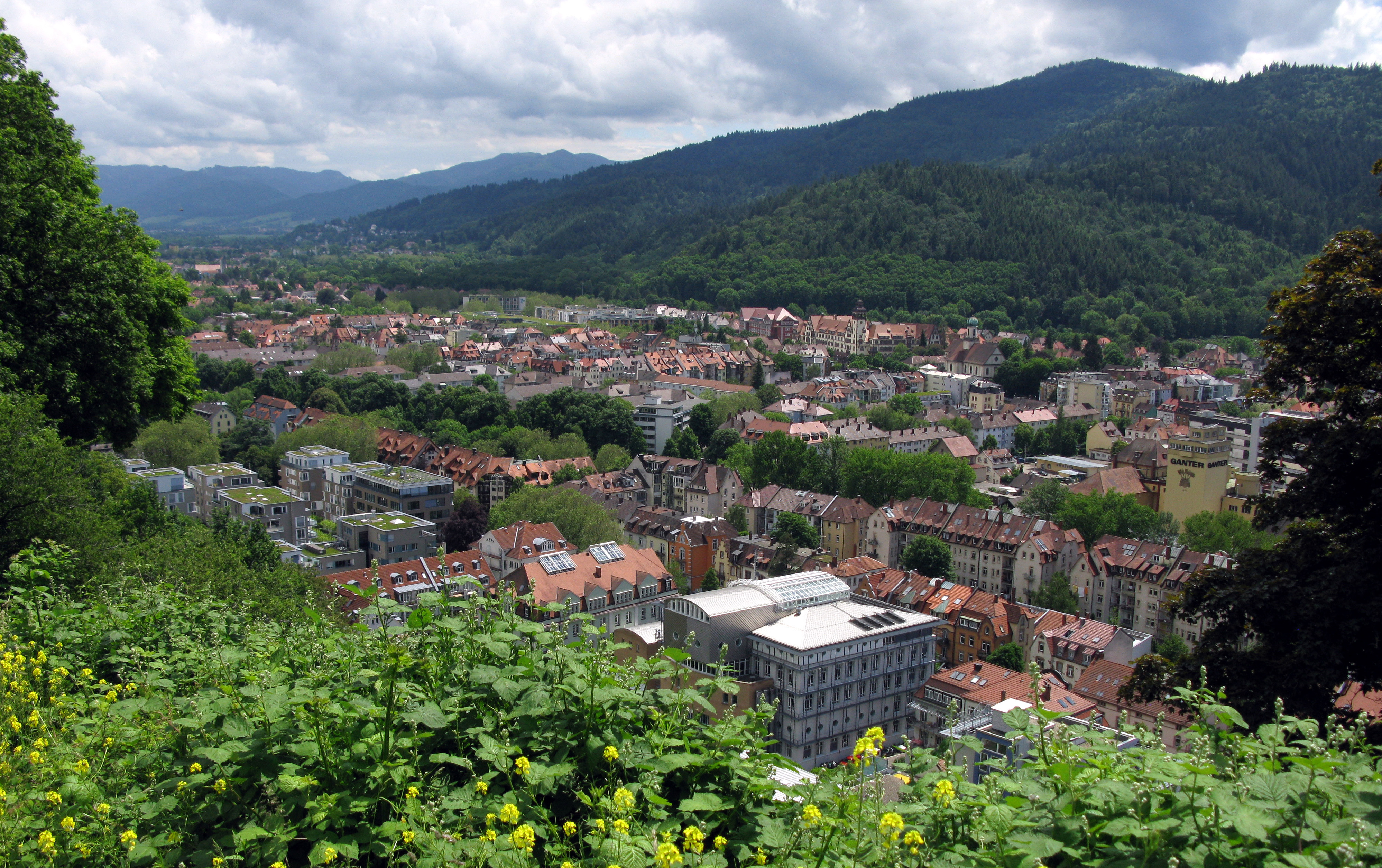
Blick vom Schlossberg auf die Oberau im Vordergrund das SWR-Studio

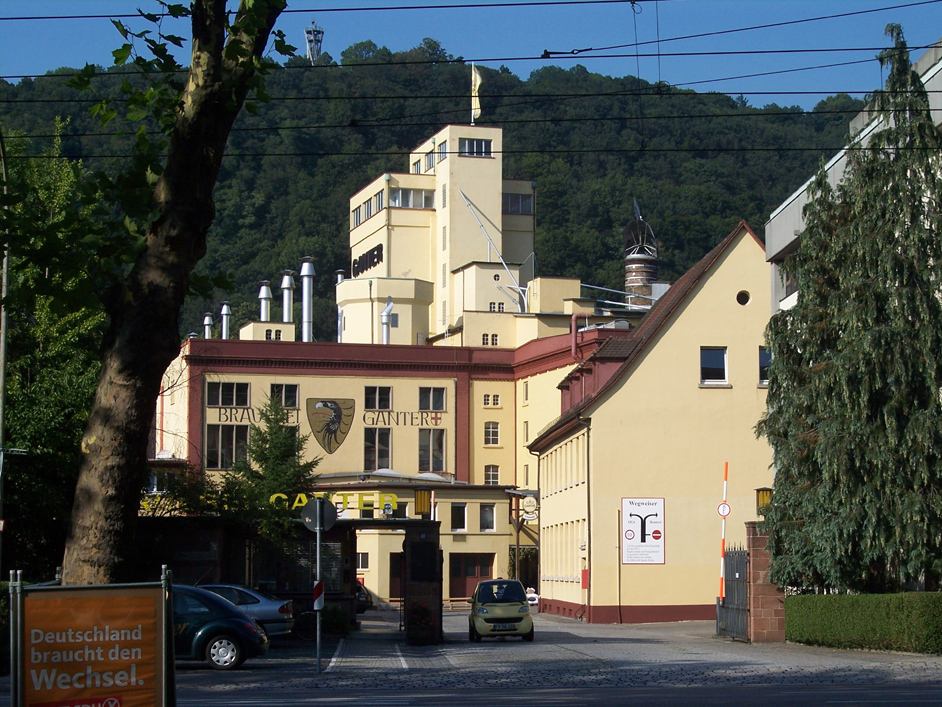
Brauerei Ganter

Eines der Fabrikgebäude der Garnfabrik Mez wurde Ende des 20. Jahrhunderts zum Funkhaus für das Landesstudio Freiburg des Südwestrundfunks umgebaut. – Am Ostrand des Stadtteils steht die evangelische Friedenskirche aus den 1950er Jahren. Gleich daneben befinden sich, auf dem ehemaligen Gelände der Stadtgärtnerei, das Deutsch-Französische Gymnasium und die Hochschule für Musik Freiburg.
Der einzige verbliebene größere Gewerbebetrieb ist die Privat-Brauerei Ganter mit ihrem optisch beherrschenden Mälzereiturm, die im Stadtteil auch eigene Tiefbrunnen nutzen kann. Auf dem Gelände gibt es einen großen Biergarten und in einer alten Bierlager-Halle, der so genannten Wodan-Halle, finden Musikveranstaltungen aus den Bereichen Folk, Rock und Jazz statt. 2015 wurde eine frühere Abfüllhalle in das Ballhaus der Tanzschule Gutmann umgewandelt. Im Jahr 2021 wurde ein weiterer Teil der Fläche im östlichen Bereich des Firmengeländes verkauft, um darauf eine Wohnbebauung zu errichten.
Weitere hier ansässige Einrichtungen sind die Außenstelle des Finanzgerichts Baden-Württemberg, eine Schule für Erziehungshilfe, die nach der Waldorfpädagogik arbeitet, eine Familienpflegeschule, ein großes Wohnheim für Auszubildende, ein Backpacker-Hotel, eine Seniorenresidenz, sowie ein Alten- und Pflegeheim. Im ehemaligen Verwaltungsgebäude der französischen Streitkräfte befinden sich einige Referate des Regierungspräsidiums Freiburg. Als Kuriosum sei noch die Existenz einer Schnürsenkelfabrik genannt, die sich tapfer gegen die moderne Konkurrenz behauptet.
Auf dem „Alten Messplatz“, an der Grenze zwischen den Stadtteilen Oberau und Oberwiehre liegt das Einkaufszentrum ZO (Zentrum Oberwiehre). Das mit unterschiedlichen Geschäften, gastronomischen Betrieben und Dienstleistern ausgestattete Einkaufszentrum bietet dem Osten des Stadtteils eine nahe gelegene Einkaufsmöglichkeit.

## Weinbau
An den Südhängen des Schlossbergs im Norden des Stadtteils gibt es auch heute noch steile Weinlagen, die bis an den Rand der Altstadt reichen und von drei Weingütern bewirtschaftet werden. Diese Weinberge bestanden schon vor der Gründung der Stadt Freiburg und dehnten sich auch weiter an den Hängen aus als heute. Diese Weinlage – Freiburger Schlossberg – gehört zu den 100 besten Weinlagen Deutschlands. Die optimale Sonneneinstrahlung auf die steilen Hänge in reiner Südlage ergibt zusammen mit dem kühlen Abendfallwind aus dem Schwarzwald, dem Höllentäler, und den Gneis-Verwitterungsböden optimale Bedingungen für ausgezeichnete Weine, von denen einige als Großes Gewächs klassifiziert sind.

## Verkehr
Die Oberau wird durch die Straßenbahnlinie 1 erschlossen, die entlang der Schwarzwaldstraße verläuft. Der nächste Haltepunkt der S-Bahn befindet sich in der Wiehre an der Höllentalbahn, alternativ besteht ein Haltepunkt in Littenweiler.
Für den Radverkehr verläuft entlang der Dreisam der FR 1, der die Oberau mit den westlichen Stadtteilen und im Osten mit dem Sportpark Ost und dem Dreisamtal verbindet. Entlang der Kartäuserstraße ist ein Radschnellweg nach Kirchzarten geplant. Südlich verläuft der FR 8 im Osten in Richtung Kappel und im Westen durch die Wiehre.
Am südlichwestlichen Rand der Oberau verläuft die B 31, die den Stadtteil stark mit überörtlichem Durchgangsverkehr belastet und von der Oberwiehre trennt. Darüber hinaus besteht Durchgangsverkehr auf der Kartäuserstraße und der Schwarzwaldstraße. Im April 2024 wurde in weiten Teilen des Stadtteils das Bewohnerparken eingeführt, um die Bewohner vor Fremdparkern aus der Umgebung zu schützen.